# Langestraat (Amersfoort)
De Langestraat  is een straat in de Nederlandse stad Amersfoort. Het is de langste straat in de oude kern van de stad, dat wil zeggen het deel van het centrum binnen de eerste stadsmuur. De Langestraat doorkruist deze oude kern van het zuidwesten naar het noordoosten en loopt van de Varkensmarkt tot de Kamperbinnenpoort. 
De straat is ongeveer 470 meter lang en gaat na de Kamperbinnenpoort over in de Kamp. De route van de Langestraat en de Kamp loopt over drie relatief hoge zandkoppen, bij de Varkensmarkt, de Sint-Joriskerk en de Kreupelstraat.

## Geschiedenis
Al in de tweede helft van de 13e eeuw, vlak nadat Amersfoort stadsrechten kreeg (1259), was de Langestraat, toen nog niet verhard, de belangrijkste doorgaande weg. De straat maakte deel uit van de verbinding tussen West-Nederland en Oost- en Noord-Nederland.
Met de bouw van de eerste stadsmuur tegen het eind van de 13e eeuw werd de Langestraat aan beide zijden afgesloten door een poort. Aan de zuidwestelijke kant bij de Varkensmarkt stond de Rodetorenpoort, later Utrechtse-binnenpoort. De functie van deze poort werd met de bouw van de tweede stadsmuur in de eerste helft van de 15e eeuw overgenomen door de Utrechtsepoort aan het eind van de Utrechtsestraat en de Slijkpoort aan het eind van de Slijkstraat (later Arnhemsestraat). In de 16e eeuw werd de Rodetorenpoort gesloopt. Aan de noordoostelijke kant werd de Langestraat afgesloten door de Viepoort, later Kamperbinnenpoort genoemd. Een deel van deze poort is in de eerste helft van de 16e eeuw afgebroken. Tegenwoordig rest alleen de voorpoort, waarvan de poortboog in 1827 werd afgebroken, maar in 1931-1933 weer werd gerestaureerd.
De Langestraat kruist een belangrijke waterweg, de Langegracht en Kortegracht. Op de plaats van de kruising ligt ten zuiden van de Langestraat een korte straat, die Vismarkt of Plaats werd genoemd, eigenlijk een brede brug over de gracht. Hier staat een vishal uit 1657.
De oudste vermelding van de naam Langestraat is uit 1342. Dit was echter zeker tot halverwege de 17e eeuw niet de naam van de gehele huidige Langestraat, alleen het deel in het noordoosten. Het deel tussen de Vismarkt en de Varkensmarkt heette eerst de Rodetorenstraat, naar de Rodetorenpoort. Later werd dit deel De Breul, Breulstraat of Broyel (laag gelegen moerassig land) genoemd. In het midden, ter hoogte van de Heilige Geestkapel (op de plaats van de Lutherse kerk) heette de straat de Heilige Geest. Het straatje achter de Lutherse kerk werd, en wordt nog steeds, Achter de Heilige Geest genoemd.
De Langestraat was eeuwenlang een van de straten waar de Amersfoortse elite woonde. Eind 19e en begin 20e eeuw trokken veel bewoners van de Langestraat echter weg naar de villa's buiten de binnenstad. De panden werden verkocht aan winkeliers en in de jaren zestig was de Langestraat een aaneengesloten winkelstraat geworden.
Tot eind jaren 50 van de 20e eeuw bleef de Langestraat een belangrijke doorgaande weg. De beperkte capaciteit van de straat leidde in combinatie met het groeiend aantal auto's echter tot problemen. De binnenstad en in het bijzonder de Langestraat werden ontlast met de aanleg van de Stadsring in 1958, als zuidelijke rondweg om het centrum, en de Rijksweg 28 in 1962. Tegenwoordig is de Langestraat voetgangersgebied.

## Fotogalerij

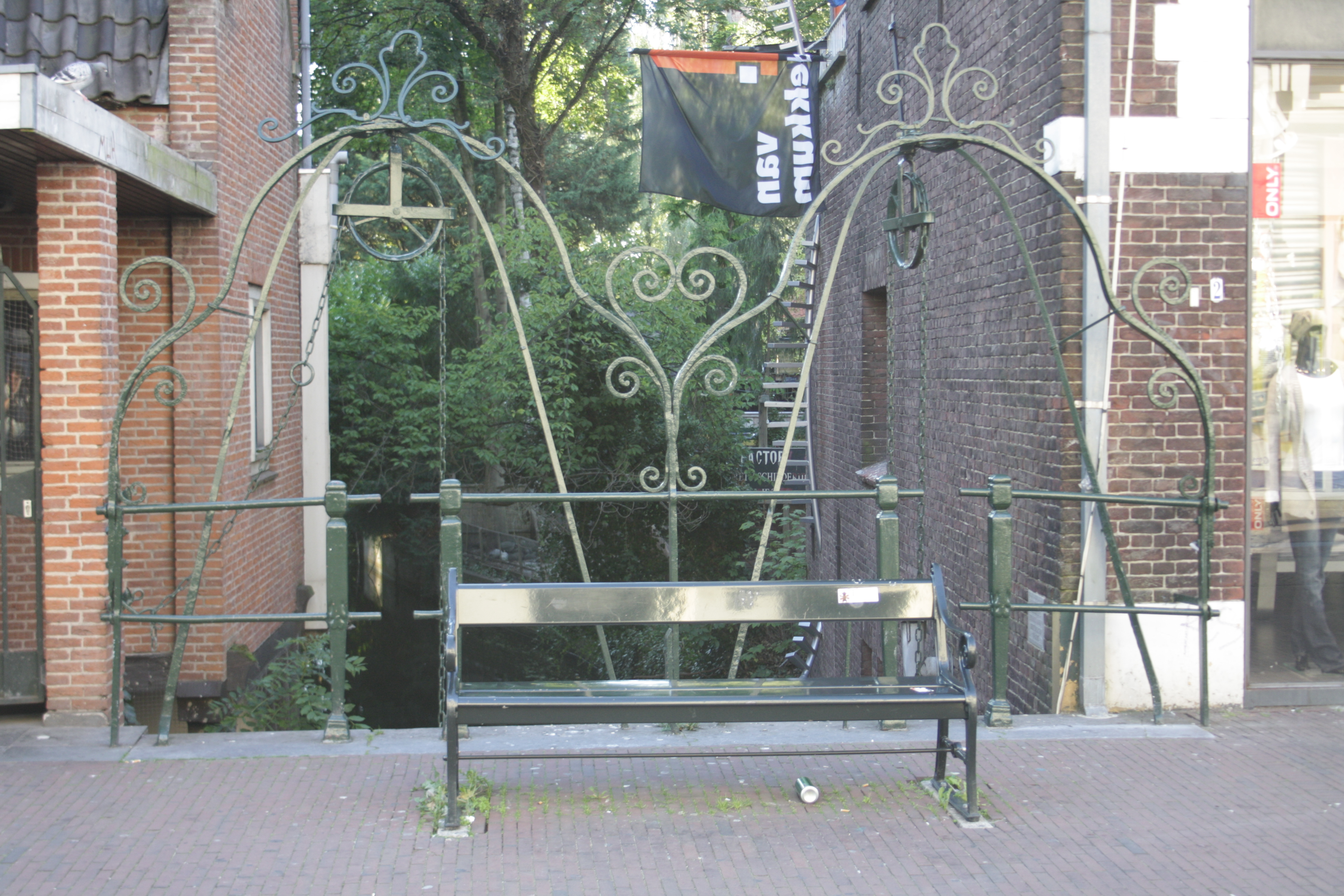
Rodetorenpoortsbrug met sprengel (emmer aan een ketting om water te putten) (rijksmonument)
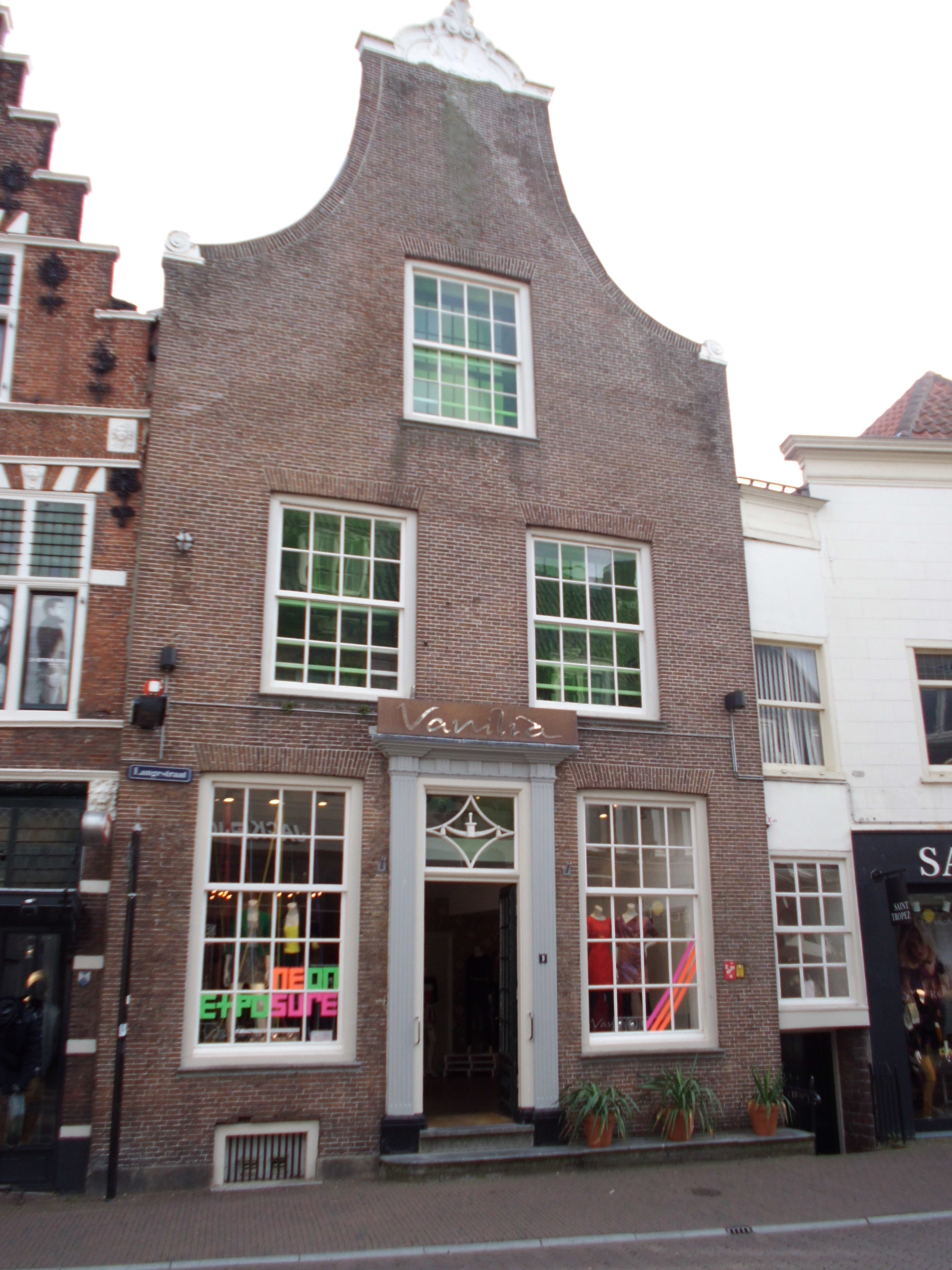
Langestraat 9 (rijksmonument)
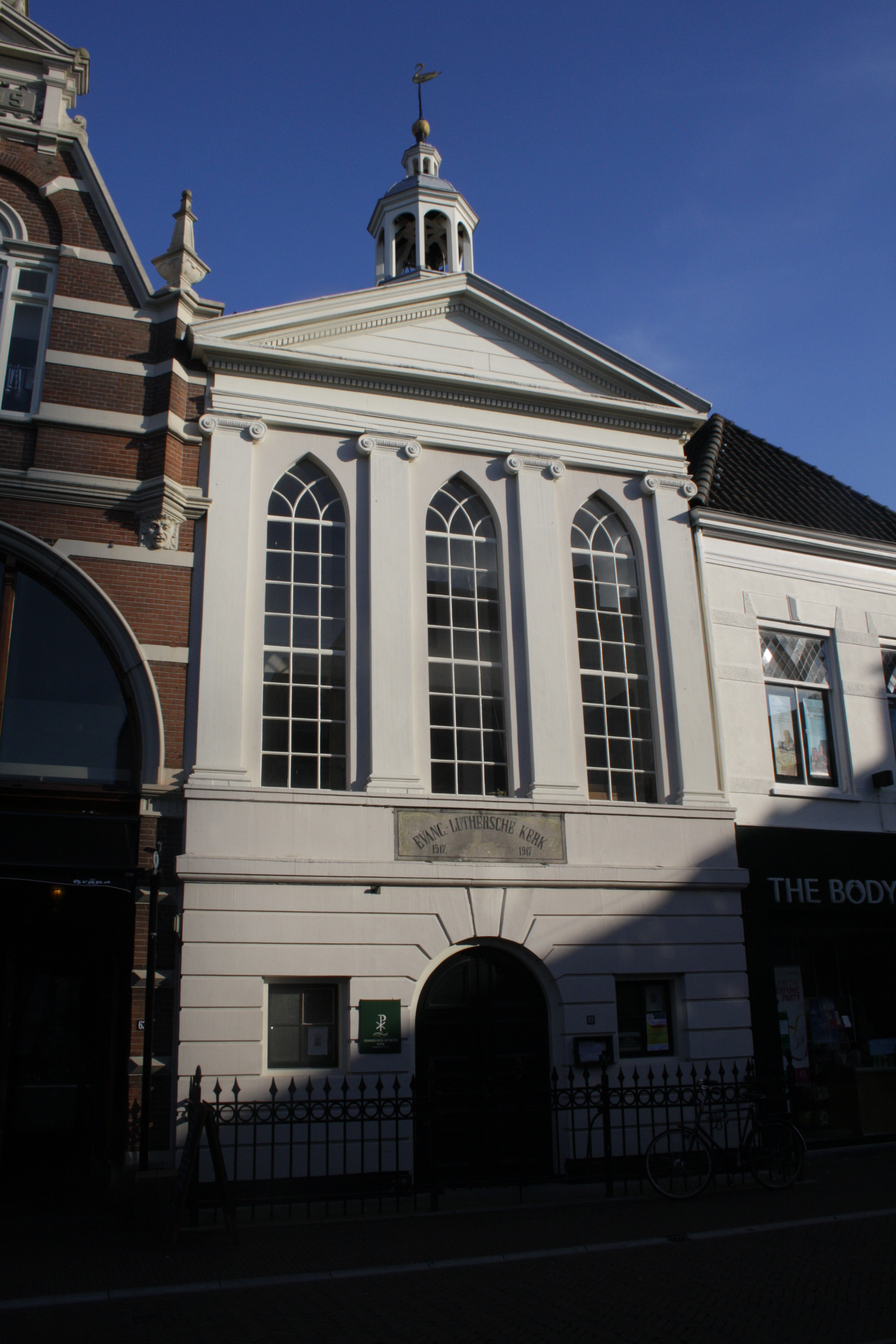
Lutherse kerk, Langestraat 61 (rijksmonument)
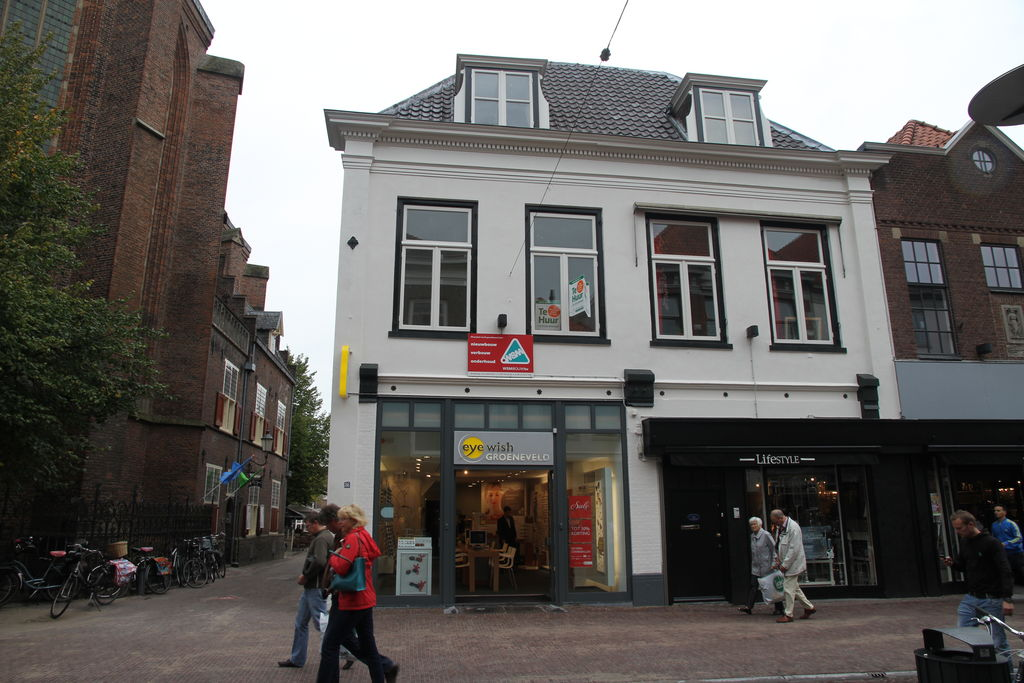
Langestraat 86 en 88 (rijksmonument) met uiterst links het koor van de Sint-Joriskerk
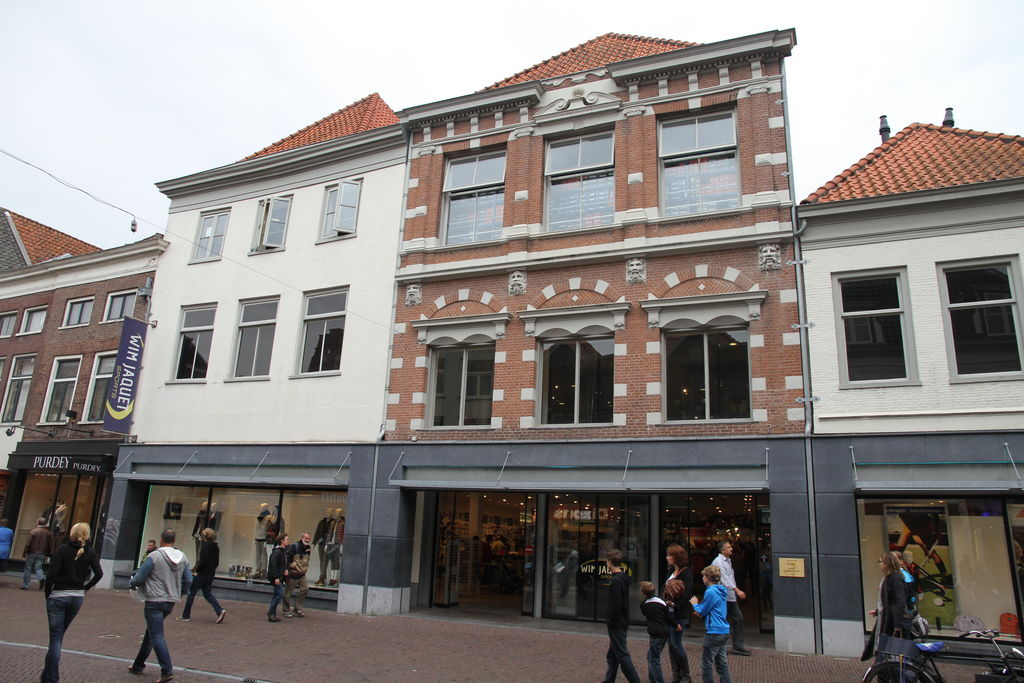
Langestraat 113 en 115 (rijksmonument)
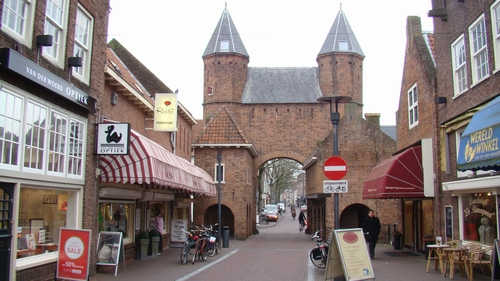
Kamperbinnenpoort, gezien vanuit de Langestraat (rijksmonument)
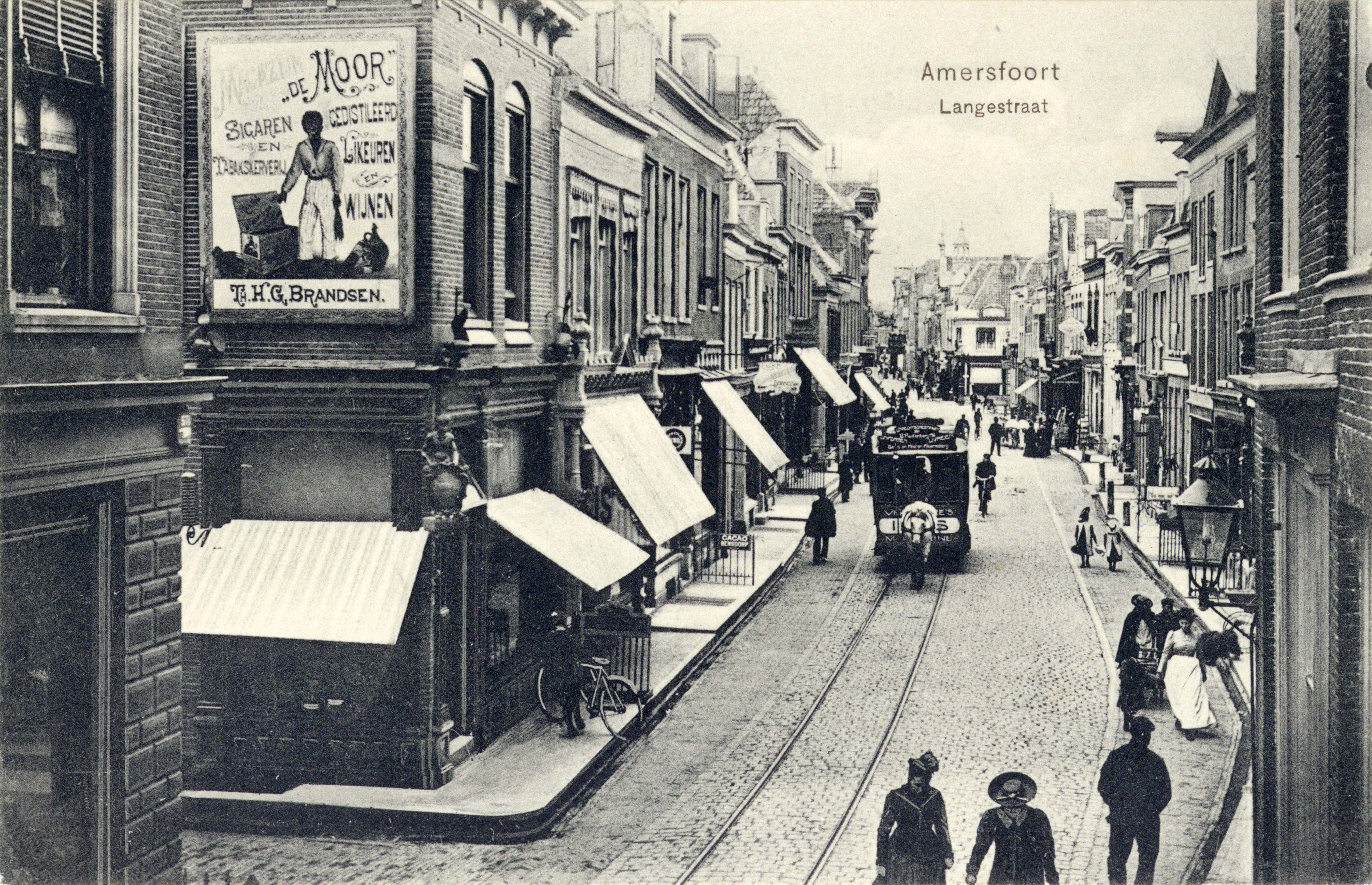
De Langestraat met een paardentram van de Amersfoortsche Tramweg Maatschappij, periode 1905-1910